# Fernmeldeturm Hoherodskopf
Der Fernmeldeturm Hoherodskopf (auch als Funkübertragungsstelle Schotten 1 bezeichnet) ist ein 144 Meter hoher Fernmeldeturm in Stahlbetonbauweise auf dem Hoherodskopf bei Schotten, der zweithöchsten Erhebung im hessischen Vogelsberg.
Der standardisierte Typenturm FMT 2/73 wurde zwischen 1976 und 1977 von der damaligen Deutschen Bundespost als Ersatz für einen älteren Stahlgitterturm gebaut. Er war über Jahrzehnte das mit Abstand höchste Bauwerk im Vogelsbergkreis, bis er 2008 durch zwei 150 m hohe Windkraftanlagen im Windpark Fleschenbach-Neustall bei Freiensteinau übertroffen wurde.
Aufgrund der Umstellung auf DVB-T wurden die analogen Kanäle ZDF (Kanal 23; 1 kW) und hr-fernsehen (Kanal 42; 1 kW) im Jahre 2006 eingestellt. Ab 2025 soll der hr über DAB+ aufgeschaltet werden.

## Frequenzen und Programme

### Analoges Radio (UKW)
| Frequenz (MHz) | Programm                     | RDS PS   | RDS PI | Regionalisierung | ERP (kW) | Antennendiagramm rund (ND)/gerichtet (D) | Polarisation horizontal (H)/vertikal (V) |
| -------------- | ---------------------------- | -------- | ------ | ---------------- | -------- | ---------------------------------------- | ---------------------------------------- |
| 94,7           | Radio BOB! Hessen Rock’n Pop | RADIOBOB | D46A   | –                | 0,1      | D (240°–350°)                            | H                                        |

### Amateurfunk
Das Amateurfunkrelais DB0HK auf dem 2-Meter-Band (145,7875 MHz) und 70-Zentimeter-Band (439,100 MHz) befinden sich ebenfalls auf diesem Turm.

## Flugzeugunfall
Am 7. Juli 2001 kollidierte ein Leichtflugzeug des Typs PA-28-181 infolge schlechter Sicht mit dem Turm in Höhe der ersten Plattform und brannte aus, wobei beide Insassen ums Leben kamen. Am Turm entstand nur Sachschaden, der UKW-Betrieb wurde jedoch komplett eingestellt und erst Anfang 2006 wieder aufgenommen.